# عباس سماکار

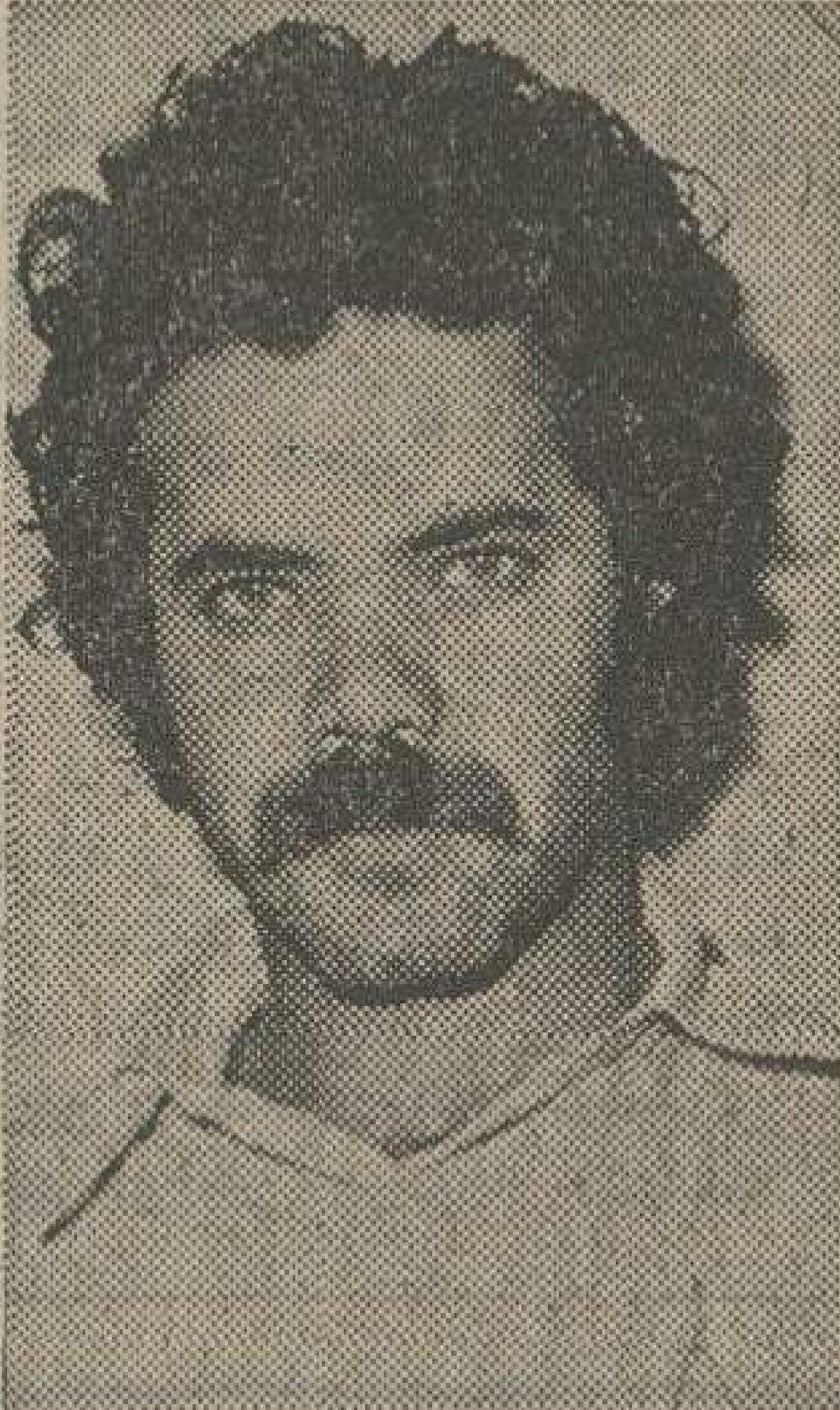
عباس سماکار در سال ۱۳۵۲ شمسی

عباس سماکار (زاده تهران) نویسنده، شاعر و فیلم‌ساز ایرانی بود. وی در سال ۱۳۵۲ ابتدا به همراه خسرو گلسرخی، کرامت‌الله دانشیان، رضا علامه‌زاده و طیفور بطحایی به اعدام محکوم شد. حکم وی سپس به زندان ابد تقلیل یافت. او در آستانهٔ پیروزی انقلاب ایران در سال ۱۳۵۷ از زندان آزاد شد. سماکار در این دوره مدتی را در زندان دیزل‌آباد در کرمانشاه به سر برد و در این دوره به همراه یحیی رحیمی طولانی‌ترین اعتصاب غذای تاریخ را به مدت ۸۶ روز انجام دادند. وی در دوره جمهوری اسلامی نیز مدت کوتاهی در زندان به سر برد و پس از آزادی، مخفیانه از ایران خارج شد. وی هم‌اکنون مقیم آلمان است.

## کتاب‌ها
- عباس سماکار (۱۳۸۲)، من یک شورشی هستم، خاطرات زندان، انتشارات مهراندیش، شابک ۹۶۴-۶۷۹۹-۱۳-۲